# Sibynomorphus williamsi
Espèce
Sibynomorphus williamsi  est une espèce de serpents de la famille des Dipsadidae.

## Répartition
Cette espèce est endémique de la région de Lima au Pérou. 

## Étymologie
Cette espèce est nommée en l'honneur d'Ernest Edward Williams.

## Publication originale
- Carillo de Espinoza, 1974 : Sibynomorphus williamsi nov. sp. (Serpentes: Colubridae). Publicaciones del Museo de Historia Natural “Javier Prado,” serie A (Zoología), no 24, p. 1-16.